# Helder Caldeira
Helder Caldeira (Paraíba do Sul, RJ, 16 de outubro de 1978) é um escritor, jornalista, colunista político e conferencista brasileiro. Foi comentarista político da Rede Record entre 2010 e 2013, onde apresentou o programa iPolítica. É autor do romance Águas Turvas e de A 1ª Presidenta, primeiro livro publicado no Brasil sobre a trajetória política da Presidente Dilma Rousseff.
Assina colunas políticas nas revistas On e Leia e colabora diariamente com mais de quatro dezenas de jornais, revistas e portais de norte a sul do Brasil, além de publicações internacionais.
Foi assessor político e institucional da Casa Civil do Governo do Estado do Rio de Janeiro, Professor Universitário na FACTU/MG, Subsecretário Municipal de Desenvolvimento Turístico Econômico e Rural de Paraíba do Sul e Sócio-Fundador e Presidente da Fundação Cultural de Paraíba do Sul.
Em fevereiro de 2011 lançou Pareidolia Política, seu terceiro livro,uma análise dos dois últimos anos de Luiz Inácio Lula da Silva no comando do país, as eleições 2010, a vitória e os primeiros dias de Dilma Rousseff na Presidência da República, tudo isso ladeado pela constante degradação dos Poderes Legislativo e Judiciário.
Seu livro A 1ª Presidenta, que faz um paralelo entre a trajetória política de Dilma Rousseff e o processo de redemocratização do Brasil, será adaptado para o cinema, com estreia prevista para dezembro de 2012, onde Marieta Severo é a atriz mais cotada para viver a protagonista, título da obra.
Lançou em 2014 Águas Turvas, seu primeiro romance de ficção, narrando a história de amor entre o jovem médico brasileiro Gabriel Campos e o executivo norte-americano Justin Thompson, filho de uma família republicana e tradicional de Massachusetts, nos EUA. Águas Turvas é publicado pela Editora Quatro Cantos.

## Obras publicadas
- Águas Turvas (Editora Quatro Cantos, 272 páginas, 2014) [10][11].
- A 1ª Presidenta (Editora Faces, 240 páginas, 2011)[3].
- Pareidolia Política (AlphaGrafics, 315 páginas, 2011)
- Bravatas, Gravatas e Mamatas (AlphaGrafics, 257 páginas, 2010)
- (Quase) Borboleta (Quatro Cantos), 2020